# Ksp 58
A Ksp 58 (em sueco:  Kulspruta 58, Metralhadora 58) é uma variante sueca da metralhadora de uso geral belga FN MAG, adotada pelas Forças Armadas da Suécia em 1958.

## História
Após 1945, muitos países tentaram produzir suas próprias metralhadoras com base no projeto da MG 42. No início da década de 1950, o fabricante de armas belga FN Herstal conseguiu desenvolver uma metralhadora de uso geral chamada MAG. A versão inicial Ksp 58A, usada pela Suécia, tinha câmara para 6,5×55mm, enquanto os modelos B e posteriores tinham câmara para 7,62×51mm NATO.

## Operadores
- Estónia: Versão Ksp 58B em uso. Foi recebida pela primeira vez da Suécia na década de 1990 como auxílio militar.
- Letónia: Versão Ksp 58B em uso. Foi recebida pela primeira vez da Suécia na década de 1990 como auxílio militar.
- Lituânia: Versão Ksp 58B em uso. Foi recebida pela primeira vez da Suécia na década de 1990 como auxílio militar.
- Suécia: Usada pelas Forças Armadas da Suécia desde 1958 até o presente.[1][2]
- Ucrânia: Versão Ksp 58B em uso. Recebida como auxílio militar.[3]